# Urophyllum congestiflorum
Urophyllum congestiflorum är en måreväxtart som beskrevs av Henry Nicholas Ridley. Urophyllum congestiflorum ingår i släktet Urophyllum och familjen måreväxter. Inga underarter finns listade i Catalogue of Life.